# Ko Un
Ko Un (korejsky 고은태, * 1. srpna 1933 Kunsan) je jihokorejský spisovatel. Vydal sto padesát knih, z toho téměř polovinu tvoří básnické sbírky.
Bylo mu sedmnáct let, když vypukla korejská válka a musel narukovat. Válečná traumata ho přivedla k psychickému zhroucení a sebevražedným pokusům, po válce žil deset let jako buddhistický mnich. V období vojenského režimu byl pro své aktivity na obranu svobody slova opakovaně vězněn. V roce 1982 se oženil a usadil se v Ansongu. Po návratu k demokracii byl zvolen předsedou Asociace korejských umělců. Angažuje se v hnutí za sjednocení obou korejských států. Jeho tvorba zahrnuje historické romány i meditativní přírodní lyriku vycházející z východního spirituálního dědictví. Věnuje se také překladatelské činnosti a přednáší tvůrčí psaní na Soulské státní univerzitě
Získal Bjørnsonovu cenu (2005), Griffinovu cenu (2008) a Zlatý věnec na Literárním festivalu Struga (2014). Sázkové kanceláře ho pravidelně řadí mezi favority na zisk Nobelovy ceny za literaturu.

## Česká vydání
- Květy okamžiku. Přeložila Miriam Löwensteinová. Mladá fronta 2005. ISBN 80-204-1107-0
- To je. Překlad Miriam Löwensteinová a Park Mi-young. Millennium Publishing 2011. ISBN 978-80-86201-79-5
- Deset tisíc životů. Překlad Miriam Löwensteinová a Park Mi-young. DharmaGaia 2013. ISBN 978-80-7436-032-9